# Mesoleius annulatus
Mesoleius annulatus là một loài tò vò trong họ Ichneumonidae.